# ハイマン・ミンスキー
ハイマン・フィリップ・ミンスキー（英: Hyman Philip Minsky、1919年9月23日 – 1996年10月24日）は、イリノイ州シカゴ出身の経済学者。セントルイス・ワシントン大学の経済学部教授であった。専攻は金融経済学。ミンスキーは、金融市場への政府介入を支持し、80年代に人気のあった規制緩和路線に反対していたので、ポスト・ケインジアンの一人として数えられている。

## 略歴
- 1919年 - 元メンシェヴィキのベラルーシ系移民の息子としてイリノイ州シカゴの地において生まれる[1]。
- 1941年 - シカゴ大学で数学を勉強しB.S.を取る。
- ハーバード大学でMPA（行政学修士）とPh.D.を取得する（ジョセフ・シュンペーターとワシリー・レオンチェフの指導を受ける）。
- 1949年 - 1958年 ブラウン大学で教える。
- 1957年 - 1965年 カリフォルニア大学バークレー校で准教授になる。
- 1957年 - 1961年 カリフォルニア大学バークレー校の貨幣信用委員会のコンサルティングを行う。
- 1965年 - 1990年 セントルイスにあるワシントン大学の教授となる。
- 1990年 退職。
- 1996年 死去（バード大学Levy Economics Instituteの「優れた学者」に挙げられた）。

## 業績
- 彼の研究は、経済危機の特徴の理解と説明を行うものであった。金融市場における通常のライフサイクルには泡沫的投機バブルによる脆さが内在するとする。金融不安定説の理論を提唱したことで知られる。彼の研究は、2007年の金融危機に際してウォールストリートで再評価されている。
- 経済の不安定性は複雑な市場経済が生来的に備えている欠陥であると述べ、金融不安定性の段階を次のように述べている。
  - ①調子のいい時、投資家はリスクを取る。
  - ②どんどんリスクを取る。
  - ③リスクに見合ったリターンが取れなくなる水準まで、リスクを取る。
  - ④何かのショックでリスクが拡大する。
  - ⑤慌てた投資家が資産を売却する。
  - ⑥資産価格が暴落する。
  - ⑦投資家が債務超過に陥り、破産する。
  - ⑧投資家に融資していた銀行が破綻する。
  - ⑨中央銀行が銀行を救済する（‘Minsky Moment’）
  - ⑩、①に戻る。
- 金融構造には、（1）ヘッジ金融、（2）投機的金融、（3）ポンツィ金融の3つがある。ポンツィとは、1920年代にボストンでポンジ・スキームと呼ばれる手法の投資詐欺を行った詐欺師の名前である。負債における自己資本による調達の比重が低い、投機的金融やポンツィ金融の比重が高まると、経済は不安定な状態になる、と述べている。

## 主な著作
- 『投資と金融――資本主義経済の不安定性』（ポスト・ケインジアン叢書18）、岩佐代市訳、日本経済評論社、1988年（原題“Can "It" Happen Again?”、"It"は大恐慌のこと）
- 『金融不安定性の経済学――歴史・理論・政策』、吉野紀・内田和男・浅田統一郎共訳、多賀出版、1989年
- 『ケインズ理論とは何か――市場経済の金融的不安定性』（岩波モダンクラシックス）、堀内昭義訳、岩波書店、1999年
- The Financial Instability Hypothesis　by Hyman P. Minsky